# غبيراء إنكليزية
الغبيراء الإنكليزية (باللاتينية: Sorbus anglica) نوع نباتي شجري يتبع جنس الغبيراء من الفصيلة الوردية.